# Kawanishi N1K
Die Kawanishi N1K war ein Jagdflugzeug des japanischen Herstellers Kawanishi, das von den Kaiserlich Japanischen Marineluftstreitkräften im Zweiten Weltkrieg eingesetzt wurde. Ursprünglich als reines Schwimmerflugzeug projektiert, wurde sie zu einem der erfolgreichsten japanischen landgestützten Jagdflugzeuge weiterentwickelt.

## Geschichte

### N1K1Kyofu

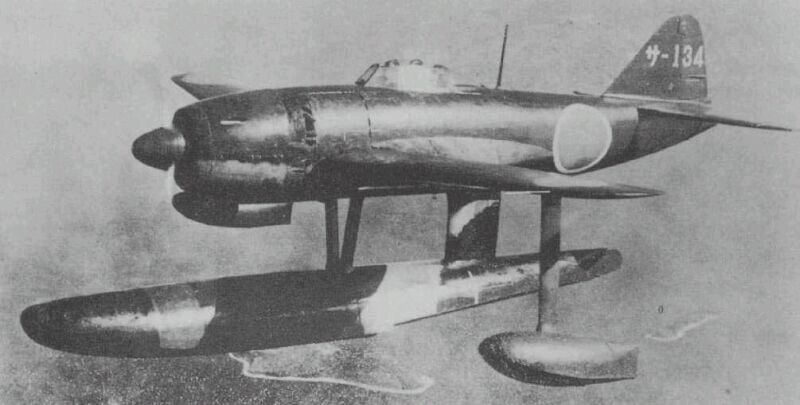
N1K1 Kyofu

In der Version N1K1 Kyofu (Mächtiger Wind; alliierter Codename: Rex) war die N1K ein Katapult- und hochseefähiges Abfangjagdflugzeug. Von Anfang an als Schwimmerflugzeug ausgelegt, war sie keine Behelfslösung wie beispielsweise die Nakajima A6M2-N, welche nur ein auf Schwimmer gesetztes Trägerjagdflugzeug darstellte. Ihre Aufgabe sollte darin bestehen, die Marineinfanterie bei Seelandungen so lange aus der Luft zu unterstützen, bis diese die küstennahen Flugplätze erobert hatte, so dass landgestützte Lufteinheiten dorthin verlegt werden konnten. Die Maschine war ein freitragender Mitteldecker in Ganzmetallbauweise mit Zentralschwimmer und Normalleitwerk. Versuche, die äußeren Schwimmer einziehbar zu gestalten, waren zu kompliziert und blieben erfolglos. Als Triebwerk wählte man anfangs ein Mitsubishi MK4C Kasei 13, das einen dreiblättrigen Propeller antrieb. Die Bewaffnung bestand aus zwei 7,7-mm-Maschinengewehren und zwei 20-mm-Kanonen.
Der Erstflug fand am 6. Mai 1942 statt und schon bald nach ihrer Einführung bei der Truppe im Juli 1943 war klar, dass sie sich gegen die gegnerischen Jagdfliegerverbände nicht behaupten konnte, weshalb der Serienbau im März 1944 nach 105 Exemplaren eingestellt wurde. Der ursprünglich geplante Einsatz zur Unterstützung offensiver Operationen fand aufgrund des Kriegsverlaufs nicht statt, stattdessen wurden die verfügbaren Flugzeuge bei einer auf Borneo stationierten Abfangeinheit verwendet. In der Endphase des Krieges wurde eine Kyofu-Einheit auf der Insel Honshū im System der Luftverteidigung eingesetzt.

### N1K1-JShiden
Die N1K1-J Shiden (Violetter Blitz; alliierter Codename: George 11) war die erste landgestützte Variante des Flugzeugs, die von Kawanishi ab August 1942 zunächst in Eigenregie entworfen worden war und am 27. Dezember 1942 ihren Erstflug hatte. Sie wurde mit dem gerade fertiggestellten deutlich stärkeren NK9H Homare-Triebwerk von Nakajima ausgerüstet, weshalb sie außerdem einen größeren vierblättrigen Propeller erhielt, um die höhere Motorleistung optimal ausnutzen zu können. Die Bewaffnung wurde auf vier 20-mm-Kanonen neben den beiden 7,7-mm-Maschinengewehren verstärkt. Ferner verfügte die Shiden als Neuerung über automatische Auftriebshilfen, die den Piloten im Luftkampf entlasteten und für eine hohe Manövrierfähigkeit sorgten. Da die Mitteldeckerauslegung der Kyofu beibehalten wurde, geriet das Fahrwerk sehr lang und es wurde ein komplizierter Einziehmechanismus verwendet, was häufig zu Problemen bei der Landung führte. Als weiteres Problem erwies sich der noch unausgereifte und störanfällige Motor. Aufgrund der beachtlichen Flugleistungen, insbesondere der höheren Geschwindigkeit im Vergleich zur Mitsubishi A6M5 Reisen und der wesentlich höheren Reichweite im Vergleich zur Mitsubishi J2M Raiden, wurde nach Tests durch die Marine im Juli 1943 umgehend die Serienproduktion angeordnet.
Die Shiden wurde ab Ende 1943 den Truppen zugeführt, wo sie sich durch die guten Leistungen sowie die sehr gute Manövrierfähigkeit bewährte. Die ersten größeren Kampfhandlungen erlebte das Flugzeug bei der Rückeroberung der Philippinen durch die Amerikaner Ende 1944, später kam sie in großer Zahl bei der Schlacht um Okinawa zum Einsatz. Als eines der besten japanischen Jagdflugzeuge des Krieges war sie der F6F Hellcat durchaus ebenbürtig. Von diesem Modell wurden im Kawanishi-Hauptwerk Naruo in Hyōgo sowie in Himeji einschließlich der vier Prototypen 1.007 Stück gebaut.

### N1K2-JShiden-Kai

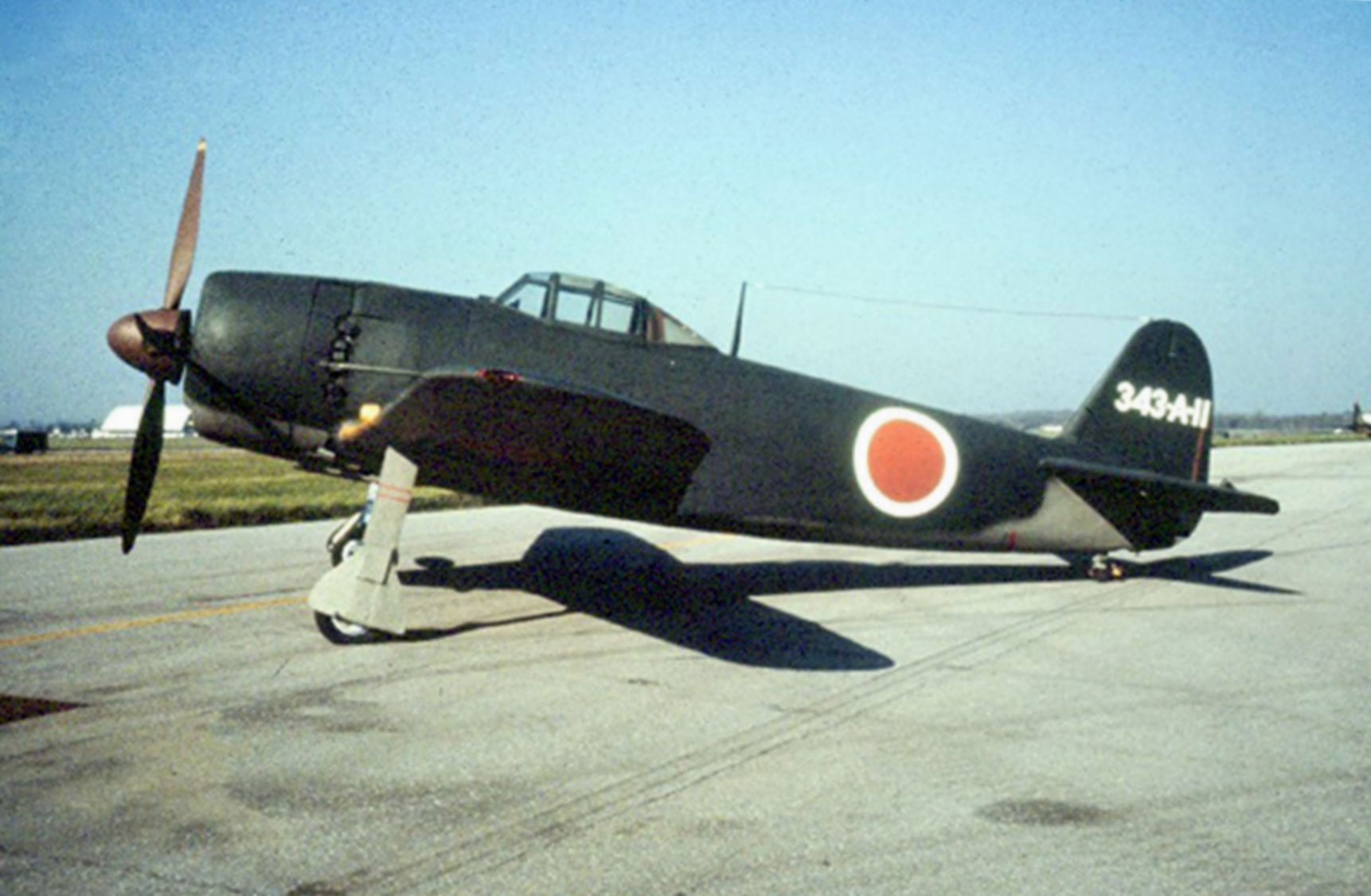
N1K2-J Shiden-Kai

Gut ein Jahr nach der Shiden hob die verbesserte N1K2-J Shiden-Kai (Violetter Blitz – verbessert; alliierter Codename George 21) am 31. Dezember 1943 zum Erstflug ab und wurde kurz darauf in die Serienproduktion übernommen. Von der N1K1-J unterschied sie sich vor allem durch ihre Auslegung als Tiefdecker, das veränderte Leitwerk sowie die um fast einen Meter verlängerte Rumpfsektion. Außerdem wurde das Fahrwerk so gut es ging vereinfacht. Nur etwa 1/3 der Bauteile wurden von der Shiden übernommen, durch die Verwendung vereinfachter Materialien wurde eine Gewichtseinsparung von 225 kg erzielt. Auf die MG-Bewaffnung wurde verzichtet.
Die Shiden-Kai wurde als Marine-Abfangjäger unter anderem in Formosa, Okinawa und auf den Philippinen eingesetzt. Einige wurden gegen Ende des Krieges auch zu Kamikaze-Einsätzen herangezogen. Im Luftkampf war das Flugzeug ein starker und gefürchteter Gegner, der allen zeitgenössischen alliierten Jagdflugzeugen mindestens ebenbürtig war. Allein Kinsuke Muto schoss mit diesem Typ zwölf Grumman Hellcat ab. Mit der Shiden-Kai konnten sich japanische Piloten selbst in taktisch ungünstiger Position gegen die zahlenmäßig immer in großer Überlegenheit auftretenden amerikanischen Verbände durchsetzen.
Weniger erfolgreich erwies sich die Shiden-Kai bei der Abwehr hochfliegender amerikanischer Bomberverbände, vor allem wegen der in großen Höhen abfallenden Motorleistung und damit Steigrate. Zu diesem Zweck war sie aber nicht entwickelt worden, sondern zum Abfangen gegnerischer taktischer Kampfflugzeuge in geringer bis mittlerer Höhe. Hier übertraf sie die Steigleistungen gegnerischer Jagdflugzeuge.
Insgesamt entstanden von der Shiden-Kai wegen massiver amerikanischer Bombenangriffe gegen die Fertigungsanlagen der Shiden-Kai nur 428 Maschinen. Die bei weitem häufigste Version war die Jagdbombervariante N1K2-Ja mit 415 Exemplaren.

## Versionen

### N1K1Kyofu
- N1K1: einzige Serienausführung als Schwimmer-Jagdflugzeug, die ab Frühjahr 1943 zum Einsatz kam
- N1K2: reservierte Bezeichnung für eine vorgesehene Weiterentwicklung mit stärkerem Motor, nicht realisiert

### N1K1-JShiden
- N1K1-J: erster Prototyp der Shiden beziehungsweise die erste Serie, ausgerüstet mit Homare 11 Triebwerk, zwei 7,7-mm-MG und vier 20-mm-MK
- N1K1-Ja: Variante mit reduzierter Bewaffnung (nur vier Maschinenkanonen)
- N1K1-Jb: Ausführung mit überarbeiteten Tragflächen zur Aufnahme aller vier MK sowie mit Außenstationen für zwei 250-kg-Bomben
- N1K1-Jc: Version mit vier Bombenaufhängungen mit insgesamt 1.000 kg Bombenlast zur Verwendung als Jagdbomber

### N1K2-JShiden-Kai
- N1K2-J: weiterentwickeltes Serienmodell in Tiefdeckerauslegung und mit verlängertem Rumpf, als Abfangjäger 423-mal gebaut
- N1K2-K: zweisitzige Schulversion

### Weitere Versionen
- N1K3-J: Variante mit nach vorne versetztem Motor zur Verbesserung der Längsstabilität; nur zwei Versuchsmuster gebaut
- N1K3-A: geplante Ausführung zum Einsatz auf Flugzeugträgern, nicht realisiert
- N1K4-J: leistungsstärkere Weiterentwicklung mit Homare 21 Triebwerk, zwei 13-mm-MG im Rumpf sowie vier 20-mm-MK in den Flügeln
- N1K4-A: geplante, nicht gebaute Flugzeugträger-Ausführung
- N1K5-J: Weiterentwicklung mit Mitsubishi MK9A Motor, nur in einem Exemplar gebaut

## Technische Daten
| Kenngröße             | N1K1 Kyofu                                                                        | N1K1-J Shiden                                                      | N1K2-J Shiden-Kai                                                               |
| --------------------- | --------------------------------------------------------------------------------- | ------------------------------------------------------------------ | ------------------------------------------------------------------------------- |
| Besatzung             | 1                                                                                 | 1                                                                  | 1                                                                               |
| Länge                 | 10,59 m                                                                           | 8,29 m                                                             | 9,35 m                                                                          |
| Spannweite            | 11,90 m                                                                           | 12,00 m                                                            | 12,00 m                                                                         |
| Höhe                  | 4,60 m                                                                            | 4,06 m                                                             | 3,96 m                                                                          |
| Flügelfläche          | 23,50 m²                                                                          | 23,50 m²                                                           | 23,50 m²                                                                        |
| Leermasse             | 2700 kg                                                                           | 2897 kg                                                            | 2657 kg                                                                         |
| Startmasse            | normal 3500 kg maximal 3712 kg                                                    | maximal 4321 kg                                                    | maximal 4860 kg                                                                 |
| Reisegeschwindigkeit  | 350 km/h in 5700 m Höhe                                                           | ?                                                                  | ?                                                                               |
| Höchstgeschwindigkeit | 482 km/h in 5700 m Höhe                                                           | 584 km/h in 5900 m Höhe                                            | 595 km/h in 5600 m Höhe                                                         |
| Landegeschwindigkeit  | 130 km/h                                                                          | ?                                                                  | ?                                                                               |
| Steiggeschwindigkeit  | 600 m/min                                                                         | ?                                                                  | ?                                                                               |
| Steigzeit             | ?                                                                                 | 7,8 min auf 9000 m Höhe                                            | ?                                                                               |
| Gipfelhöhe            | 10.560 m                                                                          | 12.500 m                                                           | 10.760 m                                                                        |
| Reichweite            | normal 1060 km maximal 1690 km                                                    | 1432 km                                                            | 2335 km mit Zusatztank                                                          |
| Aktionsradius         | 670 km                                                                            | ?                                                                  | ?                                                                               |
| Flugdauer             | normal 3 h maximal 4,8 h                                                          | ?                                                                  | ?                                                                               |
| Seefähig bis          | Seegang 3                                                                         | -                                                                  | -                                                                               |
| Triebwerke            | ein 14-Zylinder-Doppelsternmotor Mitsubishi Kasei 13 (1460 PS Startleistung)      | ein 18-Zylinder-Doppelsternmotor Nakajima NK9H Homare 21 (1485 kW) | ein 18-Zylinder-Doppelsternmotor Nakajima NK9H Homare 21 (1485 kW)              |
| Bewaffnung            | zwei starre 20-mm-MK Typ 99 zwei starre 7,7-mm-MG Typ 97 60–100 kg Splitterbomben | zwei 7,7-mm-MG im Rumpf vier 20-mm-MK Typ 99 in den Tragflächen    | vier 20-mm-MK Typ 99 in den Tragflächen bis 500 kg Bomben unter den Tragflächen |